# Abatus beatriceae
Abatus beatriceae is een zee-egel uit de familie Schizasteridae.
De wetenschappelijke naam van de soort werd voor het eerst geldig gepubliceerd in 1986 door Larrain.